# Найтхок, Роберт
Ро́берт Найтхо́к (англ. Robert Nighthawk; 30 ноября 1909 — 5 ноября 1967; настоящее имя: Robert Lee McCollum) — американский блюзовый певец и музыкант (слайд-гитарист). Также записывался и выступал под псевдонимом Роберт Ли Маккой (англ. Robert Lee McCoy).
В 1983 году музыкант был включён в Зал славы блюза.

## Семья
Роберт Найтхок — биологический отец блюзового барабанщика Сэма Карра, который был младенцем усыновлён семьёй Карров и носит их фамилию.

## Дискография
- См. «Robert Nighthawk § Recordings» в английском разделе.